# Youba Sokona
Youba Sokona, né le 23 mars 1950 à Ségou, est un scientifique malien expert dans les domaines du développement, de l'énergie et du développement durable notamment en Afrique depuis près de 40 ans.
Il est le vice-président du Groupe d'experts intergouvernemental sur l'évolution du climat (GIEC) depuis octobre 2015, et est auteur principal du GIEC depuis 1990. 

## Éducation
En 1976, Youba Sokona obtient le grade d'ingénieur civil et des mines à l'École nationale d'ingénieurs de Bamako au Mali. Il poursuit ses études en France pour passer un diplôme d'études approfondies (DEA) option Sciences de la Terre, diplôme aujourd'hui équivalent à une deuxième année de master, c'est-à-dire un Bac +5, à l'université Pierre-et-Marie-Curie aujourd'hui Sorbonne Université à Paris qu'il finira en 1978.
Son master validé, Y. Sokona obtient son doctorat d'Ingénieur en Sciences de la Terre en tant qu'étudiant de l'École supérieure des Mines et l'université Pierre-et-Marie-Curie à Paris en 1981.

## Carrière

### GIEC
Co-auteur principal du GIEC depuis 1990, Youba Sokona a notamment été coprésident du groupe de travail III au côté d'Ottmar Edenhofer (en) et Ramón Pichs Madruga (es) étudiant le rôle des énergies renouvelables dans la lutte contre le changement climatique ; leur rapport, intitulé Special Report on Renewable Energy Sources and Climate Change Mitigation paraît en 2014 dans le cinquième rapport du GIEC
En 2007, lorsque le quatrième rapport parait, il est auteur principal de la note de synthèse, tout en étant cité plusieurs fois dans l'annexe du rapport du groupe III, ce même rapport se verra décerner un prix Nobel de la paix la même année.

### Lutte contre le changement climatique en Afrique
En 1995, Youba Sokona publie une Stratégie d'utilisation rationnelle de l'énergie en Afrique de l'Ouest: évaluation et prospective pour l'organisation ENDA-TM où il a été le cofondateur du Programme d'énergie qu'il coordonnera de 1987 à juin 2004, en 2002 il publie l'article Maîtrise de l'énergie en Afrique de l'Ouest.
En 2008, il supervise le programme de la Grande muraille verte du Sahara et du Sahel en tant que secrétaire exécutif de l'Observatoire du Sahara et du Sahel.
Il est actuellement conseiller spécial pour le développement durable au Centre Sud.
Parallèlement à cela il est membre de nombreux conseils, organisations ou institutions. Il est professeur honoraire à l'University College de Londres (UCL), membre du comité consultatif scientifique de l'Institut international pour l'analyse des systèmes appliqués (IIASA) depuis janvier 2017 et jusqu'à décembre 2022, membre de l'Académie africaine des sciences depuis 2017, il est conseiller spécial de l'Institut Payne pour la politique publique de la Colorado School of Mines aux États-Unis, coordinateur du Centre Africain pour la Politique Climatique (ACPC).